# Mangpor Chonthicha
Mangpor Chonthicha (Nascida em Khon Kaen, Tailândia, 12 de maio de 1983)  é uma cantora e atriz

## Discografia

### Álbuns
- Sao Sip Hok (สาว 16)
- Noo Kluay Tukkae (หนูกลัวตุ๊กแก)
- Tam Ha Som Chai (ตามหาสมชาย)
- Nang Sao Nanzee (นางสาวแนนซี่)
- Mae Kruay Hua Khai (แม่ครัวหัวไข่)
- Mang Poe Loe Rak (แมงปอล้อรัก)
- Tha Rak (ท้ารัก)
- Jhonny Thee Rak (จอห์นนี่ที่รัก)
- Rued Kha (เริ่ดค่ะ)